# All the People: Live at Hyde Park
All the People: Live at Hyde Park är ett dubbellivealbum av Blur, utgivet i augusti 2009. Det spelades in i samband med två konserter i Hyde Park i London i början av juli 2009.

## Låtlista

### Skiva 1
1. "She's So High" – 5:00 / 5:19 (från Leisure)
2. "Girls & Boys" – 5:02 / 4:40 (från Parklife)
3. "Tracy Jacks" – 4:31 / 4:32 (från Parklife)
4. "There's No Other Way" – 4:14 / 3:55 (från Leisure)
5. "Jubilee" – 3:01 / 3:11 (från Parklife)
6. "Badhead" – 3:48 / 3:59 (från Parklife)
7. "Beetlebum" – 6:50 / 7:00 (från Blur)
8. "Out of Time" – 3:58 / 3:53 (från Think Tank)
9. "Trimm Trabb" – 5:25 / 5:15 (från 13)
10. "Coffee & TV" – 5:30 / 5:27 (från 13)
11. "Tender" – 9:09 / 9:25 (från 13)

### Skiva 2
1. "Country House" – 5:08 / 5:18 (från The Great Escape)
2. "Oily Water" – 4:20 / 4:35 (from Modern Life Is Rubbish)
3. "Chemical World" – 5:08 / 4:42 (från Modern Life Is Rubbish)
4. "Sunday Sunday" – 3:52 / 3:01 (från Modern Life Is Rubbish)
5. "Parklife" – 3:12 / 3:37 (från Parklife)
6. "End of a Century" – 3:30 / 3:05 (från Parklife)
7. "To the End" – 4:24 / 4:24 (från Parklife)
8. "This Is a Low" – 8:37 / 8:46 (från Parklife)
9. "Popscene" – 2:57 / 2:55 (singel)
10. "Advert" – 3:23 / 3:14 (från Modern Life Is Rubbish)
11. "Song 2" – 5:53 / 5:21 (från Blur)
12. "Death of a Party" – 5:16 / 4:56 (från Blur)
13. "For Tomorrow" – 6:28 / 7:08 (från Modern Life Is Rubbish)
14. "The Universal" – 4:46 / 4:44 (från The Great Escape)

## Medverkande
- Damon Albarn – sång, akustisk gitarr
- Graham Coxon – gitarr, lap steel guitar, sång
- Alex James – elbas, kontrabas
- Dave Rowntree – trummor, percussion